# Mutisioideae
Mutisioideae, potporodica glavočika. Sastoji se od 48 rodova unutar tri tribus , a ime je dobila po rodu Mutisia.

## Tribusi i rodovi
1. Subfamilia Mutisioideae (Cass.) Lindl.
  1. Tribus Onoserideae (Benth.) Panero & V. A. Funk
    1. Onoseris Willd. (31 spp.)
    2. Lycoseris Cass. (11 spp.)
    3. Chucoa Cabrera (1 sp.)
    4. Paquirea Panero & S. E. Freire (1 sp.)
    5. Aphyllocladus Wedd. (4 spp.)
    6. Plazia Ruiz & Pav. (4 spp.)
    7. Urmenetia Phil. (1 sp.)
    8. Gypothamnium Phil. (1 sp.)

  2. Tribus Nassauvieae Cass.
    1. Moscharia Ruiz & Pav. (2 spp.)
    2. Polyachyrus Lag. (7 spp.)
    3. Oxyphyllum Phil. (1 sp.)
    4. Leucheria Lag. (40 spp.)
    5. Spinoliva G. Sancho, Luebert & Katinas (1 sp.)
    6. Jungia L. fil. (31 spp.)
    7. Dolichlasium Lag. (1 sp.)
    8. Trixis [P. Browne] Lag. (45 spp.)
    9. Berylsimpsonia B. L. Turner (2 spp.)
    10. Acourtia D. Don (81 spp.)
    11. Perezia Lag. (30 spp.)
    12. Burkartia Crisci (1 sp.)
    13. Nassauvia Comm. ex Juss. (40 spp.)
    14. Lophopappus Rusby (6 spp.)
    15. Proustia Lag. (2 spp.)
    16. Holocheilus Cass. (7 spp.)
    17. Ameghinoa Speg. (1 sp.)
    18. Criscia Katinas (1 sp.)
    19. Leunisia Phil. (1 sp.)
    20. Marticorenia Crisci (1 sp.)
    21. Macrachaenium Hook. fil. (1 sp.)
    22. Pamphalea DC. (10 spp.)
    23. Triptilion Ruiz & Pav. (7 spp.)
    24. Cephalopappus Nees & Mart. (1 sp.)
    25. Oriastrum Poepp. & Endl. (17 spp.)

  3. Tribus Mutisieae Cass.
    1. Chaetanthera Ruiz & Pav. (36 spp.)
    2. Pachylaena D. Don ex Hook. & Arn. (2 spp.)
    3. Mutisia L. fil. (65 spp.)
    4. Trichocline Cass. (23 spp.)
    5. Lulia Zardini (1 sp.)
    6. Amblysperma Benth. (1 sp.)
    7. Brachyclados Gillies ex D. Don (3 spp.)
    8. Chaptalia Vent. (69 spp.)
    9. Perdicium L. (2 spp.)
    10. Leibnitzia Cass. (6 spp.)
    11. Gerbera L. (23 spp.)
    12. Piloselloides (Less.) C. Jeffrey ex Cufod. (2 spp.)
    13. Oreoseris DC. (12 spp.)
    14. Adenocaulon Hook. (5 spp.)
    15. Eriachaenium Sch. Bip. (1 sp.)